# Levin Schücking (filolog)
Levin Ludwig Schücking, född 29 maj 1878 i Burgsteinfurt, Westfalen, död 12 oktober 1964 i Farchant, Oberbayern, var en tysk filolog. Han var sonson till Levin Schücking och bror till Walther Schücking. 
Schücking studerade engelsk och romansk filologi i Freiburg im Breisgau, Berlin, München och Göttingen. Han blev filosofie doktor i Göttingen 1901 och efter en tids studier i England blev han 1904 privatdocent i engelska språket och litteraturen i Göttingen. År 1910 blev han professor i Jena, 1916 i Breslau, varefter han 1925, som Tysklands då främste anglist, övertog professuren i Leipzig, en befattning vilken han innehade intill 1944.